# 에센든 공항
에센든 공항(영어: Essendon Airport, IATA: MEB, ICAO: YMEN)은 멜버른에 위치한 오스트레일리아의 공항으로 인근에 툴라마린 고속도로와 연계되어 있다.

## 역사
1921년에 오스트레일리아 정부에 의해 개항했으며 같은 해 12월에 최초로 비행기 에어쇼가 열리기도 했다. 1930년대에 공항 기능을 확장했으며 1946년에 활주로를 확장했다. 1950년에 에센든 공항은 오스트레일리아에서 두 번째로 국제공항으로 승격했으며 멜버른 최초의 국제공항이 되었다. 하지만 공항 확장이 더 이상 불가능한 상태가 되었고 소음으로 인한 주민들의 민원이 제기 되었다. 또한 보잉 747 이륙과 착륙이 어려움을 겪으면서 오스트레일리아 내각에서 1959년에 신공항 건설을 결정해 1960년에 공사를 시작했다. 1970년에 멜버른 공항이 개항 되면서 현재는 오스트레일리아를 오가는 국내선과 전세편 항공만 운항하고 있다.